# Tau Ceti
Tau Ceti (τ Ceti, zkráceně: τ Cet) je 11,9 světelných let vzdálená žlutá hvězda hlavní posloupnosti v souhvězdí Velryby. Z pohledu ze Země je po alfě Centauri A druhá nejbližší hvězda podobná Slunci (anglicky solar analog) spektrální třídy G8V.
Hvězda nemá žádné tradiční jméno. Název Tau Ceti je pojmenování podle Bayerova označení hvězd. Tau (τ) je písmeno řecké abecedy, Ceti (dlouhá výslovnost cētī) znamená příslušnost k souhvězdí Velryby (latinsky Cetus).
Tau Ceti je ze Země vidět pouhým okem jako slabá hvězda třetí magnitudy. Při pohledu od Tau Ceti směrem k Zemi by bylo pouhým okem vidět Slunce jako jasnější hvězda v souhvězdí Pastýře. Podobně jako u Slunce je většina nejbližších hvězd červenými trpaslíky spektrální třídy M, a jsou pouhým okem neviditelné. Nejbližší hvězda u Tau Ceti je 1,6 světelného roku vzdálená YZ Ceti. Druhá nejbližší hvězda, Luyten 726-8 je od Tau Ceti vzdálená 3,19 světelných let.
Hvězda Tau Ceti byla cílem hledání mimozemské inteligence v rámci programu SETI. Hvězda má ve svém okolí 12krát více materiálu než Slunce, materiálu pro tvorbu planet je tedy v jejím okolí dostatek. Prachový prstenec kolem Tau Ceti obsahuje mnohem větší počet asteroidů a komet. Od prosince 2012 existují důkazy o pravděpodobné existenci pěti planet obíhajících tuto hvězdu, dvě z nich se mají nacházet v obyvatelné zóně. V roce 2017 byl počet pravděpodobných planet snížen na čtyři. Přítomnost velkého množství asteroidů nemá příznivý vliv na případný život u Tau Ceti, ale přesto její podobnost se Sluncem vzbudila celosvětový zájem.

## Fyzikální vlastnosti

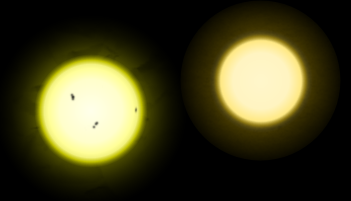
Porovnání velikosti Slunce (vlevo) a Tau Ceti

Tau Ceti je s velkou pravděpodobností osamocená hvězda. Ve vzdálenosti 10,8 obloukových vteřin od ní se ale nachází slabá hvězda o hvězdné velikosti 13,1 magnitudy, která by s ní mohla být gravitačně vázaná.
Tau Ceti je hvězda spektrální třídy G stejně jako Slunce, ale se spektrální třídou G8 je pozdějším typem hvězdy než Slunce se spektrální třídou G2. Tento rozdíl je dán oproti Slunci nižší povrchovou teplotou hvězdy 5070 °C (5344±50 K). Obě hvězdy patří do hlavní posloupnosti třídy svítivosti V. Nachází se ve stabilní fázi přeměny vodíku termojadernou fúzí na helium. Rozdíly ve fyzikálních vlastnostech hvězd jsou dány především jejich rozdílnou hmotností, což také odráží jejich umístění blízko linie takzvané hlavní posloupnosti na Hertzsprungově-Russellově diagramu. Hmotnost Tau Ceti má 0,77 hmotnosti Slunce. Hvězda stráví na hlavní posloupnosti 12 miliard let, tedy o miliardu let déle než Slunce.
Při astrometrickém radiálním měření rychlosti hvězdy nebyli na blízké oběžné dráze hvězdy zjištěni žádní průvodci typu horkých Jupiterů.
Většina fyzikálních vlastností hvězdy byla zjištěna spektroskopickým měřením. Porovnáním spektra hvězdy s počítačovými modely byla zjištěna hmotnost, stáří, poloměr a svítivost hvězdy. Astronomickými interferometry byl změřen průměr Tau Ceti. Při měření se využila dlouhá základna, aby bylo možno měřit i velmi malé úhlové vzdálenosti (mnohem menší než je možné měřit klasickými teleskopy. Průměr Tau Ceti je 77,3 % (±0,02) průměru Slunce, což odpovídá velikosti, která se také od hvězdy s 0,75 hmotnosti Slunce očekává.

### Rotace
Doba otočky kolem vlastní osy Tau Ceti byla změřena pravidelně se opakujícími změnami emisí ve spektrálních čarách H a K jednou ionizovaného vápníku (Ca II). Spektrální čáry světla hvězdy jsou ovlivněny magnetickou aktivitou povrchu hvězdy, odchylky odpovídají času, který aktivní oblasti hvězdy potřebují pro jednu otočku kolem hvězdy. Tímto způsobem byla určena doba rotace Tau Ceti na 34 dní.
Rychlost rotace hvězdy ovlivňuje na základě Dopplerova jevu šířku spektrálních čar ve spektru hvězdy. Měřením šířky linie ve směru pozorovatele zjistíme složku rotační rychlosti. Pro Tau Ceti je:
{\displaystyle {\begin{smallmatrix}v_{\text{eq}}\cdot \sin i\ \approx \ 1\,{\text{km/s}}\end{smallmatrix}}},
Rychlost rotace na rovníku je {\displaystyle v_{\text{eq}}} a {\displaystyle i} udává (neznámý) úhel sklonu rotační osy vůči pozorovateli. Z rotační periody a z průměru Tau Ceti vychází rychlost rotace na rovníku 1 km/s, přičemž úhel sklonu osy rotace {\displaystyle i} vůči Zemi byl odhadnut na 42 stupňů. Pro typickou hvězdu G8 je rychlost rotace na rovníku necelých 2,5 km/s. Relativně malá hodnota znamená, že osa rotace Tau Ceti je k Zemi nakloněna jedním ze svých pólů.
Šířka spektrálních čar hvězdy je také mimo rotace (anglicky pressure broadening) ovlivněna tlakem. Záření může být ovlivněno přítomností jiných částic. Šířku spektrálních čar hvězdy ovlivňuje také tlak na povrchu hvězdy. Tlak zase závisí na teplotě a tíži na povrchu hvězdy. Tímto způsobem se dá vypočítat úniková rychlost z povrchu hvězdy, u Tau Ceti je g = 251 m/s², což se blíží únikové rychlosti z povrchu Slunce, která je g = 272,7 m/s².

### Metalicita
Chemické složení hvězdy dává důležité důkazy o jejím vývoji, především o době vzniku hvězdy. Mezihvězdné prostředí z prachu a plynu, ze kterého vznikají hvězdy, se skládá hlavně z vodíku a helia a ze stopového množství těžších chemických prvků. Protože hvězdy neustále vznikají a zanikají, obohacuje se mezihvězdné prostředí těžšími prvky. Proto lze najít v atmosférách mladších hvězd vyšší podíl těžších prvků než v atmosférách starších hvězd. Těžší prvky nazývají astronomové kovy, a jejich podíl se nazývá metalicitou. Metalicita hvězdy se udává podílem železa (Fe) a vodíku (H) v atmosféře hvězdy.

### Porovnání metalicity se Sluncem
Logaritmus relativního podílu železa se porovná s podílem železa a vodíku v atmosféře na Slunci. V případě Tau Ceti je atmosférická metalicita:
{\displaystyle {\begin{smallmatrix}\left[{\frac {\mathrm {Fe} }{\mathrm {H} }}\right]=-0{,}52\end{smallmatrix}}}
To odpovídá třetině stejného podílu Slunce. Starší měření udávala data kolem -0,13 a -0,60.
Nižší podíl železa znamená, že je Tau Ceti starší než Slunce. Její odhadovaný věk je 10 miliard let. To je značný podíl celkového věku celého viditelného vesmíru. Slunce je staré pouze 4,57 miliard let.

### Svítivost a proměnnost
Protože svítivost Tau Ceti je pouze 52 % svítivosti Slunce, leží zóna života hvězdy mezi 0,6 až 0,9 astronomickými jednotkami. Zóna života je ve sluneční soustavě přibližně mezi 0,85 až 1,6 AU. Aby hypotetická planeta obdržela stejné množství záření jako Země, musela by v systému Tau Ceti být ve vzdálenosti 0,7 AU. To je ve sluneční soustavě přibližně vzdálenost Venuše od Slunce.
Chromosféra – atmosféra hvězdy nad zářící fotosférou – nevykazuje v současné době žádnou magnetickou aktivitu, což dokazuje stabilní zářivý výkon hvězdy. Devítiletá studie teploty, granulace a chromosféry nevykázala žádné systematické změny jasnosti hvězdy. Emise H a K linií a Ca II ukázaly možný jedenáctiletý sluneční cyklus, který je ale v porovnání se Sluncem relativně slabý. Existují domněnky, že se hvězda nyní nachází v době nízké aktivity, v období nízké tvorby slunečních skvrn. Toto období je porovnatelné s Maunderovým minimem z období 1638–1715, kdy na Zemi zavládla takzvaná malá doba ledová.

### Prachový disk

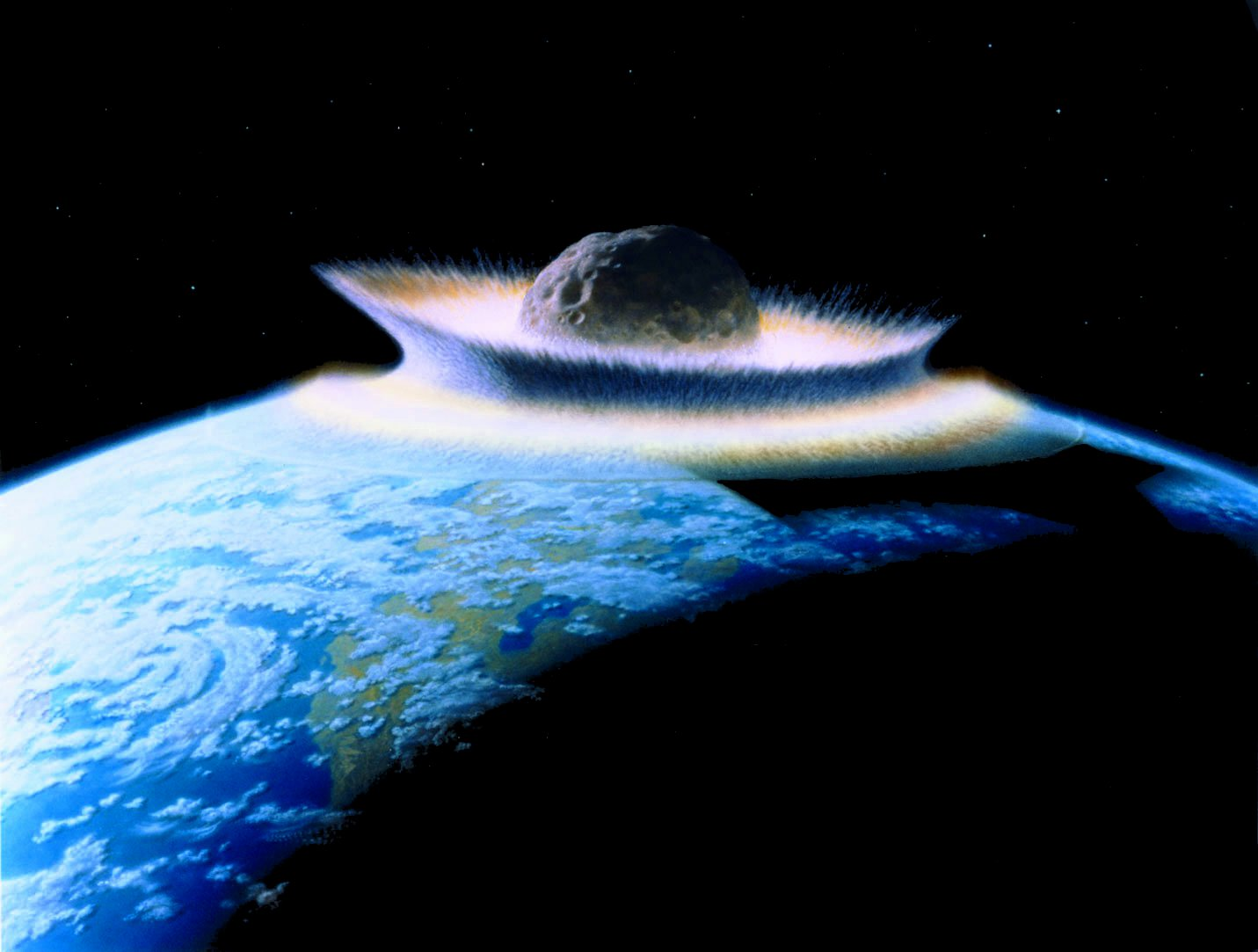
Výtvarné vyjádření bombardování planety z okolního vesmíru

Neobvykle silné záření v infračervené oblasti spektra, které přichází ze systému Tau Ceti, je důkazem přítomnosti prachového disku v okolí hvězdy. Částečky prachu jsou zářením hvězdy ohřáty a září proto v oblasti infračerveného záření. V roce 2004 mohl tým britských astronomů, pod vedením Jane Greavesové, na velice citlivých infračervených záběrech James-Clerk-Maxwellova teleskopu na Mauna Kea na Havajských ostrovech najít plochý prachový disk o teplotě 210 °C. Protože jsou částečky prachu tlakem záření a jinými mechanismy v krátké době vypuzeny z okolí hvězdy, může prachový disk existovat pouze, je-li prach doplňován kolizemi mezi těžšími tělesy. Při stáří Tau Ceti se jedná o prach z existujících těžších těles (anglicky debris disc), nikoli o prach, který pochází z doby vzniku hvězdy, a ze kterého teprve vznikají nové planety.
Disk tvoří symetrickou strukturu a má vnější okraj ve vzdálenosti 55 AU. Struktura záření dokazuje mezeru ve vzdálenosti 10 AU.
Ve Sluneční soustavě také najdeme podobný prachový disk. Je to Kuiperův pás ve vzdálenosti 30 až 50 AU za oběžnou dráhou Neptuna. Množství prachu v disku u Tau Ceti je však zhruba 12krát větší než v Kuiperově pásu. Z toho lze usoudit, že se v disku nachází hmota 1,2 Zemí v objektech větších než 10 km. Kvůli tomu se naděje na komplexní život u Tau Ceti snížila, planety by tu dostávaly 10 krát více těžkých zásahů než Země.
| „                  | Je nutno počítat s tím, že hypotetické planety by tam byly vystaveny dlouhotrvajícímu bombardování asteroidy, které na Zemi vyhubilo dinosaury. | “ |
| — J. S. Greavesová | |   |

Jestliže by v systému existoval plynný obr velikosti Jupitera, mohl by za určitých podmínek dráhy asteroidů a komet odklonit a jiné planety chránit.
Tau Ceti ukazuje, že s přibývajícím věkem hvězdy svůj prachový disk ztratit ze své planetární soustavy nemusejí. Hvězdy se silnými prachovými disky jsou ve vesmíru časté. Přesto je možné se ztrátou prachu počítat. Hustota prachu podle dnešních modelů okolo Tau Ceti (o stáří 4,4 až 12 miliard let) je pouze 1/20 prachového disku, který obklopuje například hvězdu Epsilon Eridani o stáří 0,73 miliard let. Slunce staré 4,5 miliard let má ve své planetární soustavě prachu velice málo, takže mezi obě hvězdy hmotností svého prachového disku vůbec nezapadá. To by mohlo ukazovat, že Slunce představuje výjimku. Nejspíš v jeho mladých letech došlo k blízkému setkání s jinou hvězdou, která jej zbavila většiny komet a asteroidů. Hvězdy s velkými prachovými disky změnily představy astronomů o vzniku planet. U hvězd, kde prach neustále vzniká kolizemi těles, planety vznikají snadněji.

### Pohyb hvězdy a vzdálenost od Země
Tau Ceti má roční pohyb po obloze 2 obloukové vteřiny, je relativně vysoký a je důkazem blízké vzdálenosti ke Slunci. Díky blízkosti ke Slunci může být měřením paralaxy dobře určena vzdálenost hvězdy, která je 271,18±0,80 mas (milliarcsecond = tisícina úhlové vteřiny), což odpovídá 11,9 světelným rokům nebo 3,65 parsekům. Hvězda je na 29. místě v seznamu nejbližších hvězd Zemi.
Radiální rychlost hvězdy není možné jako vlastní pohyb hvězdy pozorovat přímo, ale musí se určit pozorováním spektra hvězdy. Vzdaluje-li se hvězda, posunují se na základě Dopplerova jevu spektrální čáry ve směru delších vlnových délek. Analogicky přibližuje-li se hvězda, linie se posunují do kratších vlnových délek. Její radiální rychlost je −16 km/s a v současné době se přibližuje ke Slunci.
Se třemi veličinami: známou vzdáleností, vlastním pohybem hvězdy a radiální rychlostí lze spočítat celkovou rychlost pohybu hvězdy. Rychlost pohybu hvězdy je 37 km/s relativně ke Slunci. S tímto lze dále vypočítat oběžnou dráhu hvězdy v Mléčné dráze. Dráha má vůči galaktickému disku relativně vysokou excentricitu 0,22 a průměrnou vzdálenost od centra galaxie 32 000 světelných let (9700 pc). Současná vzdálenost Tau Ceti od centra galaxie odpovídá vzdálenosti Slunce od centra galaxie, 25 900 světelných let (7940 pc).

## Hledání planet a života
Hlavní příčina, která budí zájem o průzkum Tau Ceti, je její podobnost se Sluncem a z toho plynoucí možný výskyt planet a života. Tato příčina po desetiletí inspiruje autory science-fiction. Tau Ceti je osamocená hvězda, což může mít příznivé důsledky pro vznik planet, protože při svém vzniku nejsou gravitačně rušeny dalšími hvězdami. Takzvaná Drakeova rovnice je matematický zápis pravděpodobnosti, který teoreticky umožňuje spočíst počet inteligentních forem mimozemského života ve vesmíru, se kterými je možné navázat kontakt. Kdyby mimo jiné hvězda zářila víceméně stabilně a dostatečně dlouho, mohl by na případných planetách v její blízkosti vzniknout život.
Na základě podrobného pozorování radiální rychlosti Tau Ceti se dlouhou dobu nedařilo odhalit žádné periodické změny, které by se daly připsat na vrub planetám. Měření rychlosti dosáhlo přesnosti 11 m/s v časovém intervalu pěti let.
Tento výsledek vyloučil existenci horkých Jupiterů. Je také vyloučena existence planety s hmotností větší než Jupiter s oběžnou dobou kratší než 15 let.
Tento výsledek ale nemůže vyloučit existenci planety, jejíž oběžná dráha je kolmo z pohledu od Země. Dodatečně byla hvězda v roce 1999 prozkoumána širokoúhlou planetární kamerou „Wide Field and Planetary Camera“ Hubbleova dalekohledu, která měla za úkol najít slabé průvodce hvězdy. K hranici rozlišení dalekohledu nebyl nalezen žádný průvodce.
Předchozí průzkumy ovšem nevyloučily možnost, že hvězdu obíhají menší planety do velikosti Země. Nepřítomnost horkých Jupiterů uvnitř zóny života je důležitá podmínka oběžných drah planet velikosti Země pro jejich stabilitu, protože vylučují stabilní oběžnou dráhu planety. Také existence prachového prstence kolem hvězdy zvyšuje předpoklad pro existenci kamenných planet. Ale u hvězd s menší metalicitou, což je také Tau Ceti, statistické průzkumy ukazují menší pravděpodobnost existence planet.

### Pravděpodobné planety

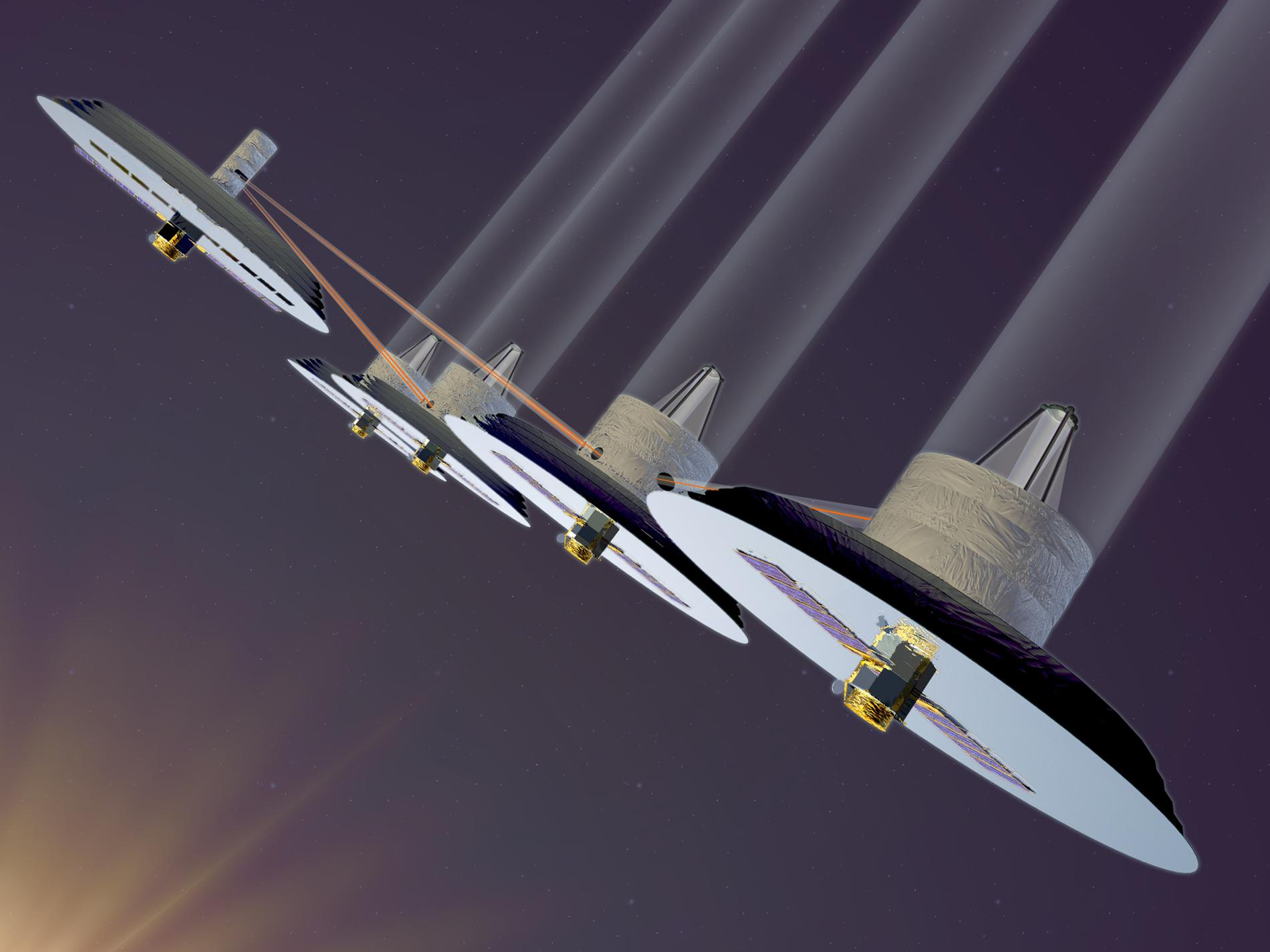
Terrestrial Planet Finder měl pozorovat také hvězdu Tau Ceti

V prosinci 2012 byly předloženy důkazy o pravděpodobné existenci pěti planet obíhajících tuto hvězdu, z nichž dvě, označované jako Tau Ceti e a Tau Ceti f, by se měly nacházet v obyvatelné zóně. Pomocí důkladnějšího zpracování dat v roce 2017 byl počet pravděpodobných planet snížen na čtyři. Jejich oběžná doba je 20 dní v případě planety Tau Ceti g, 49,4 dne v případě Tau Ceti h, 162,9 dne trvá oběh planetě Tau Ceti e a nejdelší oběžnou dobu má Tau Ceti f, která svou mateřskou hvězdu oběhne za 636,1 dne.

### Hledání života
U nalezených planet je možné v budoucnosti s dalekohledy s vyšším rozlišením pátrat v atmosférách planet po známkách vody a teplotách příznivých pro život. Život by měl být poznat ze složení atmosféry planety, které je netypické pro anorganické procesy. Například vysoký podíl kyslíku v atmosféře Země může být známkou života na Zemi.
Terrestrial Planet Finder měl být teleskopem určeným k hledání stop života ve vesmíru. Měl mít vysoké optické rozlišení a schopnost zastínit světlo hvězdy, čímž mělo být umožněno najít nové planety do velikosti Země. Jeho spektroskop měl být schopen prozkoumat světlo případné planety a určit složení její atmosféry. Projekt byl několikrát odložen a nakonec v roce 2011 úplně zrušen.

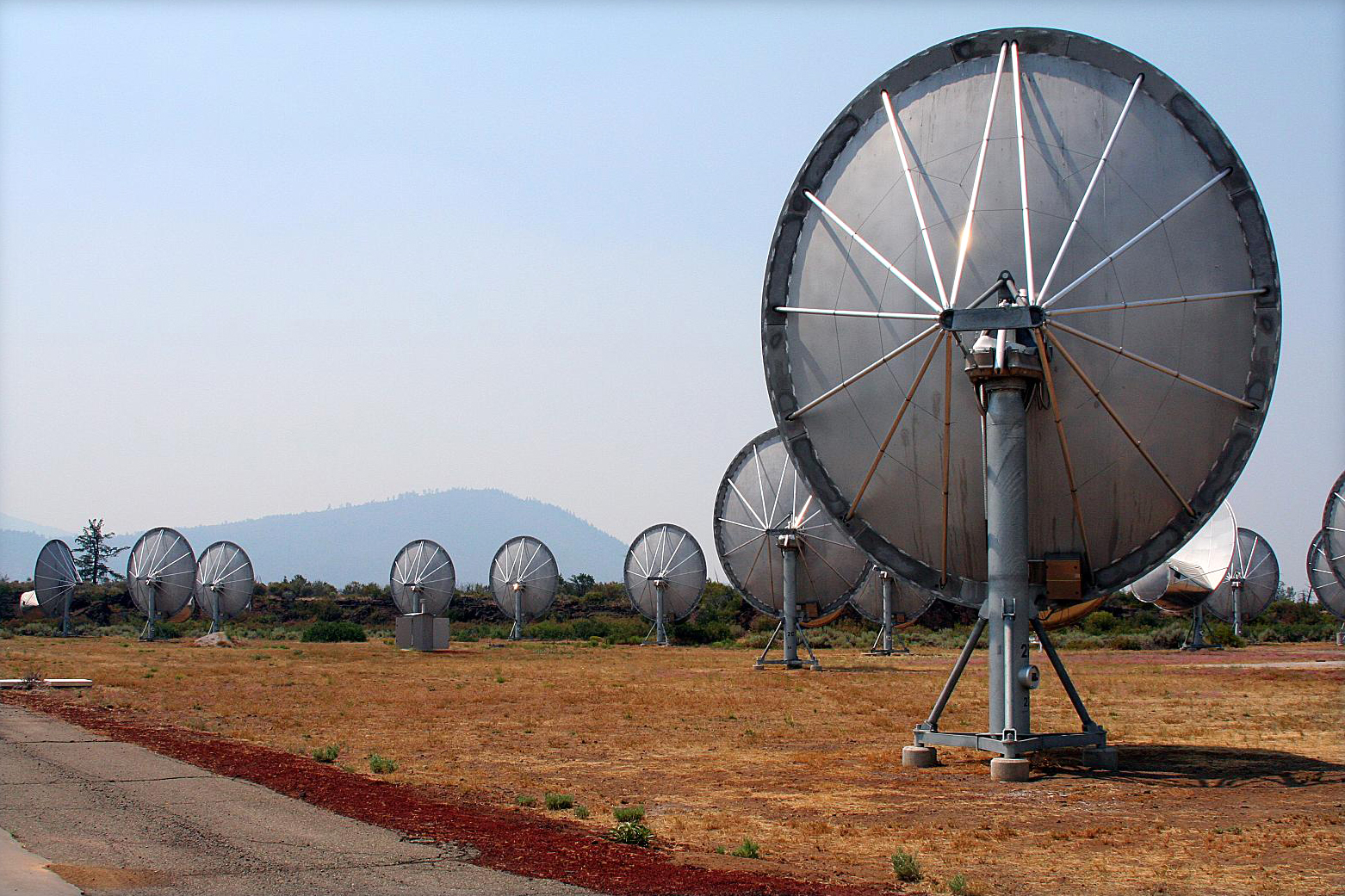
Radioteleskopická síť Allen Telescope Array, Kalifornská univerzita v Berkeley

Na hledání inteligentního života u této hvězdy byl zaměřen projekt OZMA, který se v roce 1960 při hledání inteligentního mimozemského života (Search for Extraterrestial Inteligence: SETI) u Tau Ceti a Epsilon Eridani pokusil najít rádiové signály umělého původu. Projekt řídil astronom Frank Drake, který vybral obě hvězdy pro jejich podobnost se Sluncem. Po dobu dvou set pozorovacích hodin však nebyly objeveny žádné signály umělého původu. I následující pokusy najít u Tau Ceti signály umělého původu proběhly do dnešní doby bez úspěchu.
Neúspěšné pokusy najít v systému Tau Ceti známky života však na úsilí hledačů neubraly. V roce 2002 vytvořily astronomky Margaret Turnbullová a Jill Tarterová pod jedním z podprojektů SETI, „projektem Phoenix“ katalog „Nearby Habitable system“ (HabCat). Seznam obsahuje 17 000 teoreticky možných obyvatelných systémů, což je přibližně desetina objektů katalogu Hipparcos. V následujícím roce vybrala Turnbullová třicet z 5 000 hvězd do vzdálenosti sto světelných let od Slunce, u kterých je největší šance výskytu života (mimo jiné také Tau Ceti). Hvězdy budou základem pro měření radioteleskopické sítě Allen Telescope Array. Nakonec Tau Ceti vybrala i mezi pět nejžádanějších hvězd, které měly být prozkoumány kosmickým teleskopem Terrestrial Planet Finder. Svůj výběr zdůvodnila slovy:
| „                      | Toto jsou místa, kde bych chtěla žít, kdyby Bůh umístil naší planetu k jiné hvězdě. | “ |
| — Margaret Turnbullová |                                                                                     |   |

## Tau Ceti v kultuře
- Tau Ceti se vyskytuje ve vědeckofantastickém románu z roku 1974 Vyděděnec (angl. The Dispossessed) americké spisovatelky Ursuly Kroeber Le Guinové.
- Systém hvězdy Tau Ceti se objevuje ve sci-fi tetralogii Kantos Hyperionu, nejznámějším díle amerického spisovatele Dana Simmonse.
- Hvězdu zmiňuje ve svých písních Vladimír Vysockij. Její obměněný název metaforicky používal k výjádření něčeho vzdáleného, nedosažitelného.
- Tau Ceti je spolu se Solem ústřední hvězdou ve vědeckofantastickém románu z roku 2021 Spasitel (angl. Project Hail Mary) amerického spisovatele Andy Weira.
- Tau Ceti je hvězdou planety Aurora v robotické sci-fi sérii spisovatele Isaaca Asimova. [44]
- Tau Ceti je název videohry, kterou naprogramoval Pete Cooke původně v roce 1985 pro počítač Sinclair ZX Spectrum.

## Odkazy

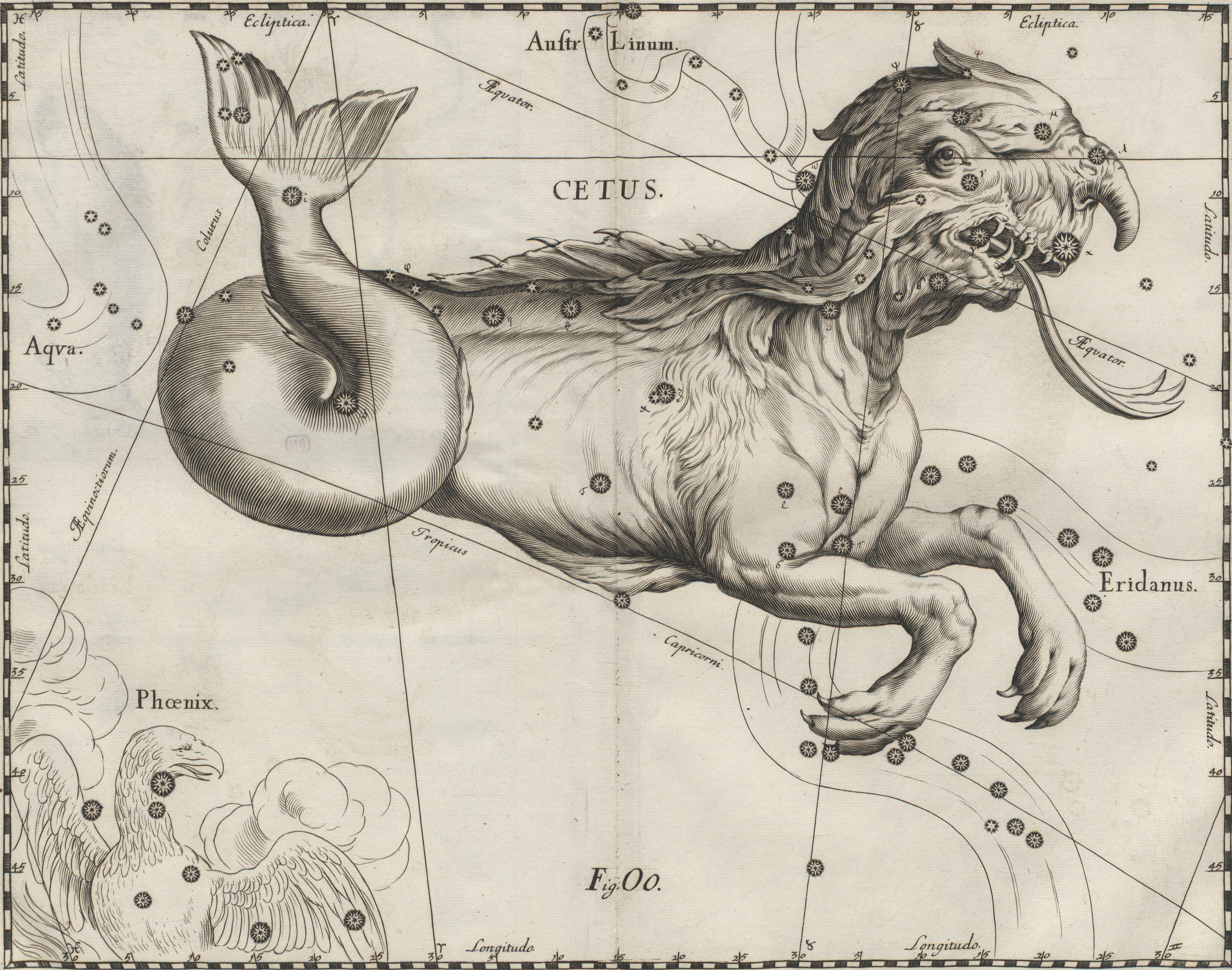
Souhvězdí Velryby, Johannes Hevelius 1690